# Otto Konrad
Otto Konrad (Graz, 1 de novembre de 1964) és un exfutbolista i entrenador austríac.
Va començar la seua carrera al club de la seua ciutat natal, l'Sturm Graz, on va romandre onze anys. D'ací va passar al SV Salzburg, on va ser titular, tot jugant més de 150 partits i guanyant les lligues de 1993, 1994 i 1997.
L'estiu de 1997 marxa a la lliga espanyola, a les files del Reial Saragossa, on roman temporada i mitja abans de retornar al seu país. Després de militar al Grazer AK, el DSV Leoben i el PSV SW Salzburg, va penjar les botes el 2003.
Posteriorment, ha ocupat llocs tècnics com a entrenador de porters de la selecció d'Àustria.

## Selecció
Konrad va ser 12 vegades internacional amb Austria. Va participar amb el combinat del seu país al Mundial d'Itàlia 1990.